# Daniel Lelong
Daniel Lelong (Nancy, 1933 - 4 de juny de 2025) fou un conegut galerista francès d'art modern, art contemporani, així com editor de llibres. També va ser el president del comitè organitzador de la FIAC de París des de 1983.

## Biografia
Daniel Lelong obrir la seva primera galeria a París el 1987 i representa a artistes de diferents orígens, com ara Francis Bacon Antoni Tàpies, Joan Miró, Eduardo Chillida, Jannis Kounellis, David Hockney, Karel Appel, Robert Motherwell, Pau Rebeyrolle, Pierre Alechinsky, Henri Michaux, Sean Scully, Ernest Pignon-Ernest, Andy Goldsworthy o Pàgines de Bernard.
Té tres galeries. La central es troba al número 13 del carrer de Teheran de París. Les dues altres seus es troben a Nova York i Zúric.
Va ser nomenat comandant de l'Orde de les Arts i les Lletres el gener de 2010.

## Publicacions
- Avec Calder, édition Échoppe, Paris (2000). ISBN 2-84068-123-4
- Adami : "89" per Valerio Adami et Daniel Lelong, édition Galerie Lelong, Paris (1989). ISBN 2-85587-174-3
- Calder, the artist, the work, per Alexander Calder, James Johnson Sweeney i Daniel Lelong, Boston Book & Art, Boston (1971). ISBN 0-8435-2023-X